# Nicola Negro

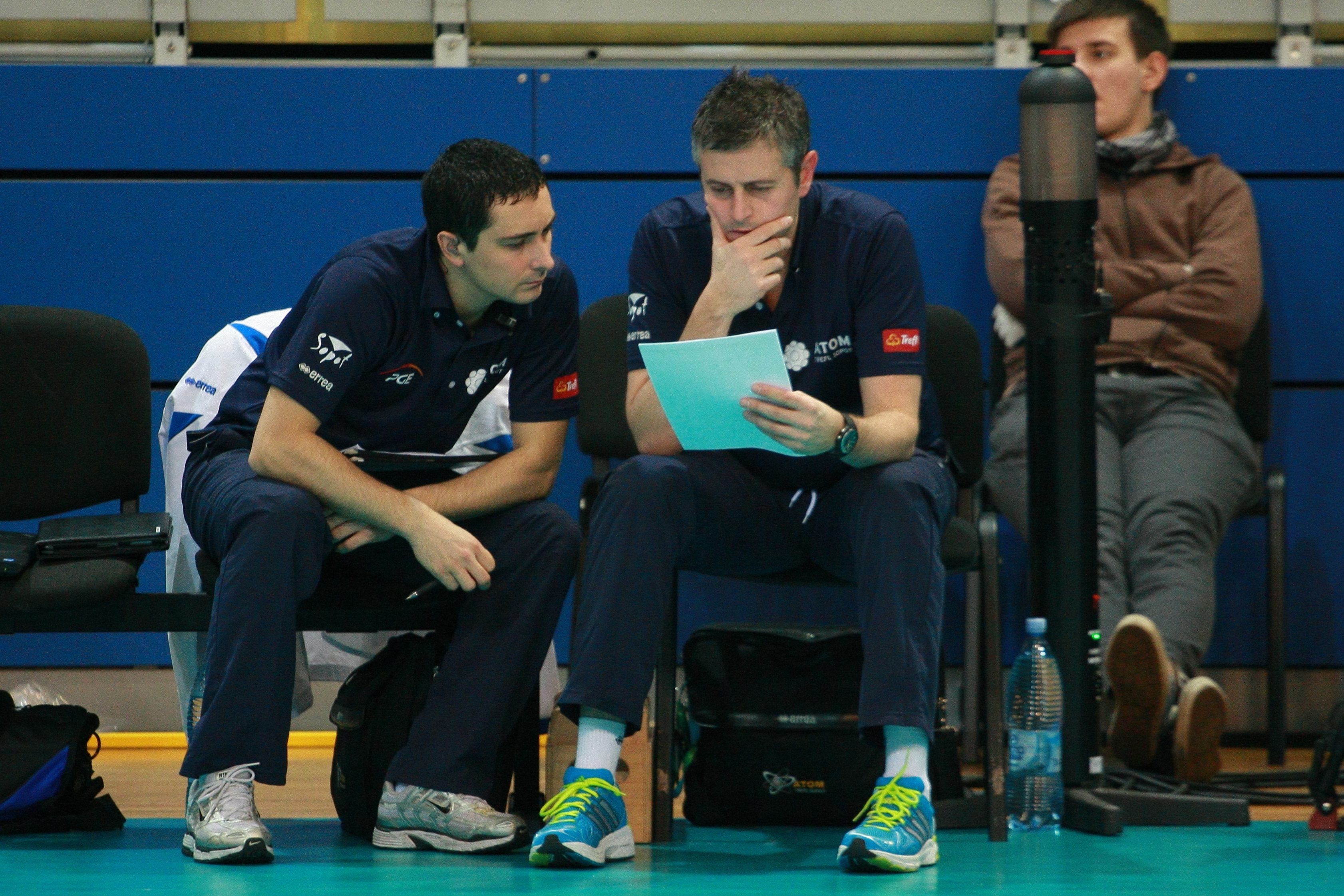
Nicola Negro asystentem trenera Alessandra Chiappiniego w drużynie Atom Trefl Sopot

Nicola Negro (ur. 10 stycznia 1980 w Treviso) – włoski trener siatkarski. Od sezonu 2019/2020 jest trenerem brazylijskiego klubu Minas Tênis Clube i od 2023 roku jest szkoleniowcem reprezentacji Meksyku.
w 2006 r. ukończył kurs najwyższy, trzeci stopień trenerski.

## Przebieg kariery
| Lata                      | Klub/Reprezentacja               | Funkcja          |
| ------------------------- | -------------------------------- | ---------------- |
| 2003–2004                 | Spes Volley Conegliano           | statystyk        |
| 2004–2005                 | Minetti Infoplus Vicenza         | statystyk        |
| 2005–2006                 | Omega Veneto San Donà            | asystent trenera |
| 2006–2007                 | Megius Volley Club Padwa         | asystent trenera |
| 2007–2010                 | Turcja                           | asystent trenera |
| 2007–2008                 | Europea 92 Virgin Radio Milano   | asystent trenera |
| 2008–2009                 | Unicom Starker Kerakoll Sassuolo | I trener         |
| 2009–2010                 | Hold Metal Diani Sambuceto       | I trener         |
| 2010–2012                 | Atom Trefl Sopot                 | asystent trenera |
| 2012–2013                 | Azerrail Baku                    | asystent trenera |
| 2013–2014 (od 26.11.2013) | Tauron MKS Dąbrowa Górnicza      | I trener         |
| 2014–2015 (do 23.01.2015) | Imoco Volley Conegliano          | I trener         |
| 2015–2015 (do 17.12.2015) | Impel Wrocław                    | I trener         |
| 2016–2016 (do 19.12.2016) | CSM Bukareszt                    | I trener         |
| 2016–2017 (od 28.12.2016) | Calcit Kamnik                    | I trener         |
| 2017–2019                 | Delta Informatica Trentino       | I trener         |
| 2019–2025                 | Minas Tênis Clube                | I trener         |
| 2023–                     | Meksyk                           | I trener         |
| 2025–                     | Reale Mutua Fenera Chieri‎        | I trener         |

## Sukcesy trenerskie

### klubowe
MEVZA - Liga Środkowoeuropejska:
- 2017[16]

Liga słoweńska:
- 2017[17]

Klubowe Mistrzostwa Ameryki Południowej:
- 2020, 2022[18], 2024[19]
- 2021, 2023[20]
- 2025[21]

Puchar Brazylii:
- 2021[22], 2023[23]

Liga brazylijska:
- 2021[24], 2022[25], 2024[26]
- 2023[27]

Superpuchar Brazylii:
- 2023[28], 2024[29]